# Крістоф Пройсс
Крістоф Пройсс (нім. Christoph Preuß, нар. 4 липня 1981, Гіссен) — німецький футболіст, що грав на позиції півзахисника.

## Клубна кар'єра
Народився 4 липня 1981 року в місті Гіссен. Вихованець юнацької команди «Гроссен-Лінден», де він почав тренуватися у віці п'яти років. У 1997 році він перейшов до академії «Айнтрахта» (Франкфурт-на-Майні), а в сезоні 2000/01 був включений до своєї першої команди, що грала у Бундеслізі. Він дебютував у цьому змаганні 13 серпня 2000 року в грі проти «Унтергахінга» (3:0). 5 травня 2000 року в матчі проти «Бохума» (3:0) Пройсс забив перший гол у Бундеслізі. Наприкінці сезону 2000/01 клуб зайняв 17 місце і вилетів до Другої Бундесліги. Там Пройсс провів там ще рік і загалом за два сезони у рідному клубі взяв участь у 52 матчах чемпіонату.
2002 року Пройсс перейшов у «Баєр 04», але у складі «фармацевтів» не зіграв, провівши за сезон 2002/03 лише чотири матчі в Бундлеслізі та три в Лізі чемпіонів і більшу частину часу виступав за резервну команду в Регіоналлізі. В результаті 2003 року Крістоф повернувся в «Айнтрахт», в якому знову став основним гравцем, але як і минулого разу не зумів врятувати команду від вильоту з Бундесліги.
У сезоні 2003/04 Пройсс грав за інший вищоліговий клуб «Бохум», з яким зайняв 16-те місце і мав понизитись у класі, але вирішив залишитись в еліті і повернувся до рідного «Айнтрахт», який без Крістофа з першої є спроби повернувся в Бундеслігу. У 2006 році Пройсс зіграв з «Айнтрахтом» у фіналі Кубка Німеччини, але його клуб там програв 0:1 «Баварії». Завершив професійну кар'єру футболіста виступами за команду «Айнтрахт» (Франкфурт-на-Майні) у 2010 році, але залишився працювати у структурі клубу.

## Виступи за збірну
У червні 2001 року у складі збірної Німеччини до 20 років виступав на молодіжному чемпіонат світу у Аргентині, де забив два голи і дійшов з командою до 1/8 фіналу.
У 2002—2004 роках залучався до складу молодіжної збірної Німеччини. На молодіжному рівні зіграв у 23 офіційних матчах.
У 2002 році він був включений до програми Team 2006. Цей проект мав підготувати найталановитіших німецьких футболістів підростаючого покоління до виступу на домашньому чемпіонаті світу 2006 року. Команда існувала у 2002–2005 роках та зіграла 10 матчів. Пройсс зіграв у трьох іграх, але за національну команду так і не дебютував.